# St. Silvester (Hiltenfingen)

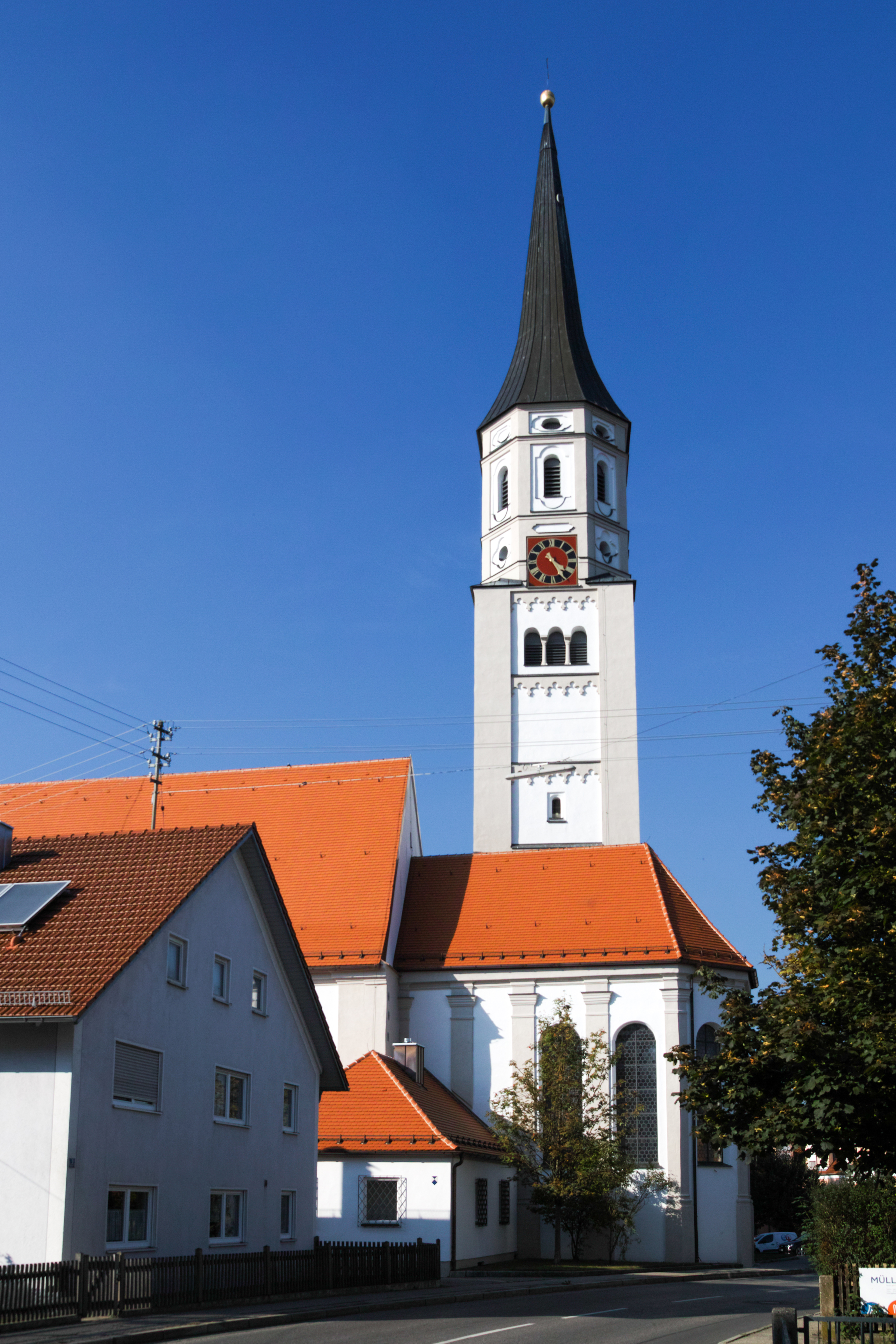
St. Silvester in Hiltenfingen

Die römisch-katholische Pfarrkirche St. Silvester steht in Hiltenfingen im schwäbischen Landkreis Augsburg von Bayern. Das Bauwerk ist in der Liste der Baudenkmäler in Hiltenfingen als Baudenkmal unter der Nr. D-7-72-157-1 eingetragen. Die Kirche gehört zum Dekanat Schwabmünchen des Bistums Augsburg.

## Beschreibung
Die Saalkirche besteht aus einem im Kern um 1490 gebauten Langhaus, das 1725 von Michael Stiller vergrößert wurde, und im Innenraum mit spätbarockem Stuck versehen wurde. Ein eingezogener, dreiseitig geschlossener Chor im Osten wurde 1788/89 erneuert, seine Wände sind mit Pilastern verziert. Er wird eingefasst von einem Chorflankenturm im Norden auf quadratischem Grundriss, dessen untere Geschosse um 1220, die mittleren um 1490 erbaut wurden, und der Sakristei an der Südwand des Chors im Anschluss an das Langhaus. Um 1710 wurde der Chorflankenturm mit zwei achteckigen Geschossen, die die Turmuhr und den Glockenstuhl mit fünf Kirchenglocken beherbergen, aufgestockt und mit einem spitzen Helm bedeckt. Die Fresken im Chor schuf 1789 Christian Wink, die Gemälde im Langhaus stammen von Joseph Kober. Der Hochaltar wird von den Statuen des Laurentius von Rom und des Stephanus flankiert. Das Altarretabel des Hochaltars hat Ferdinand Wagner 1854 bemalt. Die Altarretabel der Seitenaltäre hat 1789 Joseph Leitkrath geschaffen. Die Statuen der 1671 gestifteten Apostel werden Lorenz Luidl zugeschrieben.